# Boťany
Boťany és un poble i municipi d'Eslovàquia. Es troba a la regió de Košice, a l'est del país.

## Història
La primera referència escrita de la vila data del 1332.

## Demografia
| Godina             | 1994 | 2004    | 2014   | 2024   |
| ------------------ | ---- | ------- | ------ | ------ |
| Nombre de persones | 1082 | 1245    | 1249   | 1219   |
| Diferència         |      | +15,06% | +0,32% | −2,40% |

| Godina             | 2023 | 2024   |
| ------------------ | ---- | ------ |
| Nombre de persones | 1211 | 1219   |
| Diferència         |      | +0,66% |